# 松本宣久
松本 宣久（まつもと のぶひさ）は、日本のフィギュアスケート選手（アイスダンス、男子シングル）。パートナーは湯沢憲子、牧野礼子。東京都出身。1965年、1966年全日本フィギュアスケート選手権優勝。

## 経歴
1960年、牧野礼子とカップルを組み出場した全日本ジュニア選手権で2位に入る。1961年、全日本ジュニア選手権に男子シングルで出場し優勝、国民体育大会でも高校男子で優勝する。
1962年、湯沢憲子とカップルを組み直し出場した全日本ジュニア選手権で初優勝を果たす。1963年、全日本選手権で3位に入る。1965年、全日本選手権で初優勝し、翌年の1966年では同選手権で2連覇を果たす。

## 主な戦績

### アイスダンス
- 1960-61シーズンは牧野礼子とのカップル。
- 1962-63シーズン以降は湯沢憲子とのカップル。

| 大会/年              | 1960-61 | 1961-62 | 1962-63 | 1963-64 | 1964-65 | 1965-66 | 1966-67 |
| -------------------- | ------- | ------- | ------- | ------- | ------- | ------- | ------- |
| 全日本選手権         |         |         |         | 3       |         | 1       | 1       |
| 全日本ジュニア選手権 | 2       |         | 1       |         |         |         |         |

### 男子シングル
| 大会/年              | 1961-62 | 1962-63 |
| -------------------- | ------- | ------- |
| 全日本ジュニア選手権 | 1       | 2       |
| 国民体育大会         | 1       |         |